# Фрязіно
Фря́зіно (рос. Фрязино) — місто, адміністративний центр Фрязінського міського округу Московської області, Росія.

## Географія
Розташоване на річці Любосєєвці, яка впадає у річку Воря (сточище Клязьми), приблизно, за 25 км на північний схід від Москви.
Центр російської (радянської) НВЧ електроніки. У грудні 2003 року місто здобуло статус «міста науки» — наукограда Росії.

## Історія
На території сучасного міста існував відомий з 1584—1586 років присілок Фрязіновка. У другій половині 18 століття тут виникло шовкоткацьке підприємство. Перша згадка — у писарських книгах Московського повіту за 1584-86 роки: «дер. Фрязинова, а Самсонова тоже на рчк. на Любосивкѣ, а в ней пашни паханые сѣрой земли 8 четьи да перелогу 27 четв. в полѣ, а в дву потому ж, сѣна 10 коп, лѣсу дровяняного 5 дес». Тоді присілок належав до вотчини Богдана Бєльського.
Назва присілка походить від прізвиська Фрязін, яке міг отримати як італієць на московській службі (італійців у Московії називали «фрягами»), так і московит, який мав якийсь стосунок до Італії.
- у 1784 — присілок Фрязіно
- у 1791 — збудовано храм Гребневської Божої матері
- у 1868 — село Фрязіно
- у 1938 — робітниче селище Фрязіно
- з 1951 — місто Фрязіно
- з 1968 — місто обласного підпорядкування
- з 2003 — наукове місто

## Населення
Населення — 55369 осіб (2010; 52436 у 2002).

## Господарство

### Промисловість
У 1901 році заснована шовкоткацька фабрика Капцових — перша кам'яна будівля в селі. Фабрика була націоналізована у 1918 році і ліквідована рішенням Шелкотреста в 1929 році. У 1933 році на місці колишньої шовкоткацької фабрики створений завод «Радіолампа». З цього моменту Фрязіно стає центром електронної промисловості. У 1943 році відкривається перший науково-дослідний інститут (НДІ) з дослідним заводом, згодом їх число збільшується до п'яти. У 1955 році розпочато будівництво філії Інституту радіоелектроніки АН СРСР.
У радянські часи містоутворюючими підприємствами були НДІ, що працювали на військове замовлення. З розпадом СРСР ці інститути були змушені скоротити більшість співробітників. У порядку конверсії оборонних НДІ були створені підприємства: в 1993 році — «Істок-Система», виробник медичного обладнання під торговою маркою «Гастроскан», в 1994 — «Істок-Аудіо», виробник слухових апаратів. Крім електронної і медичної галузі в місті існує кондитерська промисловість, а також чаєфасувальна фабрика компанії «Майський чай».

### Транспорт
Місто розташоване на 24-му кілометрі Щолковського шосе (на 7-му Фряновського). Місто має 2 автовокзали, розташованих на вул. Польовий та вул. Московській.
У місті діють 3 міських автобусних маршрути і стільки ж маршрутних таксі. Крім цього, через місто проходять 10 приміських маршрутів автобусів (у тому числі і з Москви). Усередині міста є декілька різних служб таксі.
Також у місті є залізнична станція і 2 пасажирські платформи (Фрязіно-Товарна і Фрязіно-Пасажирська, що є кінцевою).
Від Москви можна дістатися двома способами:
- на електричці з Москва-Пасажирська-Ярославська за 1 годину 15 хв (Ярославський напрямок)
- на маршрутці або автобусі з автовокзалу метро Щолковська — близько півгодини, крім годин пік.

### Освіта
В 1912 році відкрита перша школа, на початок 2000-их у місті 7 шкіл, у тому числі 5 загальноосвітніх, гімназія та ліцей. До кінця 1980-их років 20 % жителів мали вищу освіту, серед них — 460 кандидатів і 77 докторів наук, 2 академіки, 120 лауреатів Ленінської і Державної премій СРСР та Росії.

### Архітектура, пам'ятки
На східній околиці міста, на березі річки Любосєєвки, — колишня садиба Гребньова (1780—1790-их років реконструйована в 1817—1823 роках).

## Відомі люди
- Дев'ятков Микола Дмитрович (1907-2001) — радянський та російський науковець, академік РАН, професор МФТІ.